# Операционный анализ

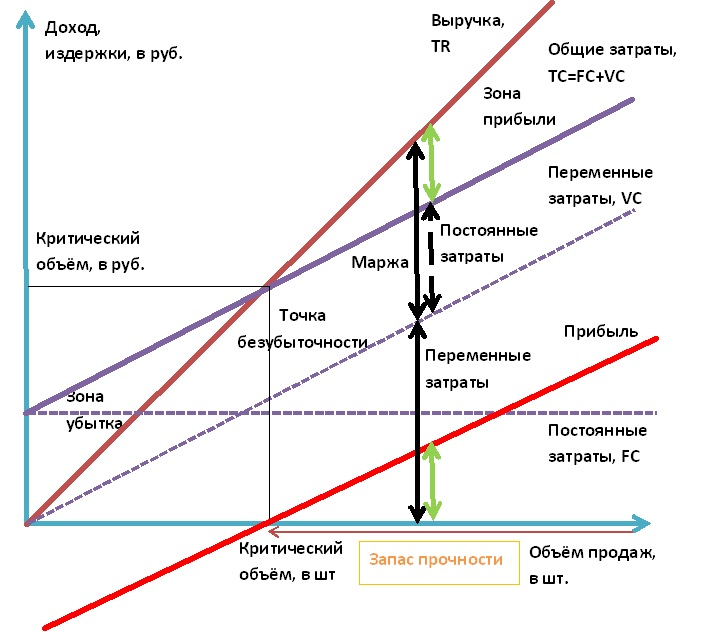
Графическое выражение CVP-анализа (линейная функция)

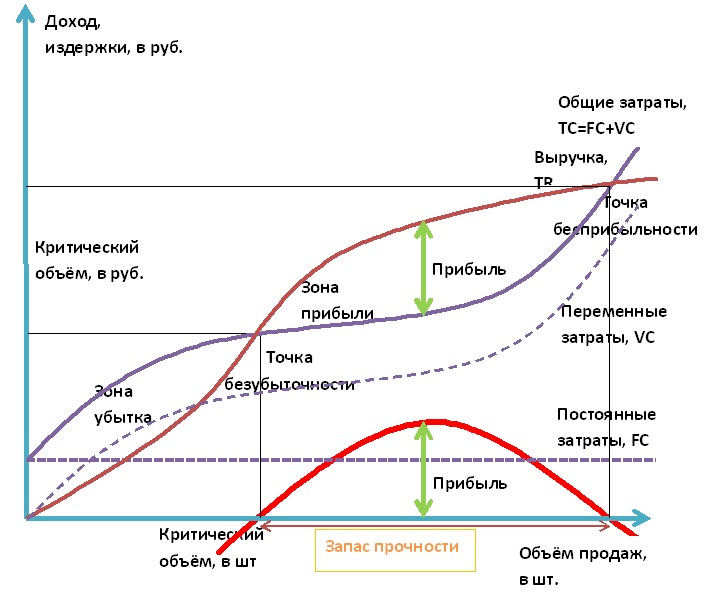
Графическое выражение CVP-анализа (нелинейная функция)

Операционный анализ (CVP-анализ (англ. costs-volume-profit), анализ «затраты-объём-прибыль», анализ безубыточности) — это элемент управления затратами, сущность которого состоит в изучении зависимостей финансовых результатов деятельности хозяйствующего субъекта от издержек и объёмов производства и реализации продукции, товаров, услуг. Данный вид анализа может быть использован в ценообразовании.

## Определение
CVP-анализ — изучение зависимости между объёмом производства (выходом продукции) и общей выручкой, расходами и чистой прибылью.

## Допущения
Следующие допущения, на которых основан CVP-анализ:
1. Объёмы производства равны объёму продаж и являются единственным фактором, влияющим на изменения затрат и доходов предприятия. Величина запасов произведённой продукции не изменяется.
2. Все другие переменные (цена продажи продукции, цены на материалы и услуги, используемые в производстве, переменные затраты на единицу продукции, производительность труда) — фиксированы в пределах приемлемого диапазона объёмом производства.
3. Анализ применяется только для одного продукта или постоянного ассортимента продукции. Структура продаж на многопродуктовом предприятии постоянна.
4. Общие затраты и выручка — линейны от объёма производства.
5. Анализ проводится в рамках приемлемого диапазона объёмом производства.
6. Все затраты распределяются между постоянными и переменными затратами.
7. Анализ проводится в краткосрочном периоде.
8. Постоянные затраты с изменениями объёма производства не изменяются в пределах приемлемого диапазона объёмом производства, отсутствуют структурные сдвиги.

Центральными элементами операционного анализа являются:
- маржинальный доход
- порог рентабельности, или точка безубыточности
- маржинальный запас прочности = ((выручка фактическая - выручка пороговая) / выручка фактическая) * 100 %
- операционный рычаг (производственный леверидж)

## Возможности анализа
CVP-анализ определяет:
- прибыльность проекта;
- уровень риска проекта;
- наглядно иллюстрирует поведение переменных и постоянных затрат;
- выявляет альтернативные варианты проекта;
- осуществление выбора наиболее эффективных технологий производства;
- осуществление принятия оптимального производственного плана;
- объём продаж, необходимый для покрытия всех затрат;
- объём продаж, обеспечивающее получение заданного уровня прибыли;
- изменение прибыли от изменения цены, постоянных и переменных затрат;
- определение цены на продукцию, позволяющее обеспечить спрос и прибыль на запланированном уровне;
- вклад каждого продукта в покрытие постоянных затрат.

#### Алгебраический метод
Точка безубыточности в денежном выражении — такая минимальная величина дохода, при которой полностью окупаются все издержки (прибыль при этом равна нулю):
{\displaystyle BEP={\frac {TFC}{\frac {C}{P}}}={\frac {TFC}{\frac {(P-AVC)}{P}}}} , где
BEP (англ. break-even point) — точка безубыточности,
TFC (англ. total fixed costs) — величина условно-постоянных издержек,
AVC (англ. unit average variable costs) — величина условно-переменных издержек на единицу продукции,
P (англ. unit sale price) — стоимость единицы продукции (реализация),
C (англ. unit contribution margin) — прибыль с единицы продукции без учёта доли постоянных издержек (разница между стоимостью продукции (P) и переменными издержками на единицу продукции (AVC)).
Выражение {\displaystyle {\frac {C}{P}}} численно равно отношению валовой маржи к выручке.
Критический объём продаж (Объём продаж в точке безубыточности, в штуках) равен:
Объём продаж = Сумма постоянных затрат / Маржинальная прибыль на единицу,
где Маржинальная прибыль на единицу = Цена единицы — Переменные затраты единицы
Затем определяем в денежном выражении Объём продаж в точке безубыточности, в рублях:
Объём продаж = Объём продаж в точке безубыточности х Цена единицы.
Таким образом определяется Точка безубыточности (в штуках; в рублях).

#### Графический метод
Расчётный объём продаж
Также определяется расчётный объём продаж в денежном выражении (в рублях) для заданного процента (нормативной доли) маржинальной прибыли (наценки):
Объём продаж = Сумма постоянных затрат / Нормативная доля маржинальной прибыли,
где Нормативная доля маржинальной прибыли = фиксирована = Маржинальная прибыль / Выручка = (Выручка — Сумма переменный затрат) / Выручка.
Расчётный объём продаж в натуральном выражении (в штуках) для заданного (нормативного) размера маржинальной прибыли (наценки):
Объём продаж = (Сумма постоянных затрат + Нормативная маржинальная прибыль) / (Цена единицы — Сумма переменных затрат единицы).
Запас финансовой прочности
Запас финансовой прочности (зоной безопасности) — сумма выручки, которую предприятие может себе позволить снизить, не получая убыток, равна разности между фактической выручкой от реализации и безубыточным объёмом продаж продукции.
Для расчёта запаса финансовой прочности определяем в натуральном выражении Объём продаж в точке безубыточности, в штуках:
Объём продаж = Сумма постоянных затрат / Маржинальная прибыль на единицу,
где Маржинальная прибыль на единицу = Цена единицы — Сумма переменных затрат единицы
Затем определяем в денежном выражении Объём продаж в точке безубыточности, в рублях:
Объём продаж = Объём продаж в точке безубыточности х Цена единицы
Итак, найден базисный Объём продаж (шт; руб) — это точка безубыточности.
Теперь определяется вторая точка — Расчётная выручка. Запас прочности в натуральном выражении будет разница между расчётным объёмом продаж и объёмом продаж в точке безубыточности. Запас прочности в денежном выражении (запас финансовой прочности) — это разница между расчётной выручкой и точкой безубыточности:
Запас финансовой прочности = Расчётная выручка — Объём продаж в точке безубыточности х Цена реализации.
Запас прочности в натуральных единицах — это разница между расчётным объёмом продаж в штуках и объёмом продаж в точке безубыточности в штуках:
Запас прочности = Расчётный объём продаж — Объём продаж в точке безубыточности.
Запас прочности, определяющий уровень риска (не наступления вероятности убытка), определяется в процентах:
Запас финансовой прочности = (Расчётная выручка — Объём продаж в точке безубыточности х Цена реализации) /Расчётная выручка х 100% .

### Проблемы анализа
Анализ безубыточности имеет ряд ограничений:
- значения показателей зависят от корректности разделения издержек на постоянные и переменные;
- при реализации нескольких видов продуктов расчёт показателей зависит от определения доли каждого в общем объёме продаж и распределения пропорции между продуктами постоянных издержек;
- значения показателей зависят от включения всех переменных затрат (давальческая схема или собственный закуп сырья);
- значения показателей зависят от включения всех постоянных затрат (списание расходов зависит от включения их на себестоимость или с чистой прибыли).